# 12-я гвардейская ракетная бригада
12-я гвардейская ракетная бригада (сокр. 12 рбр, в/ч 25788) — тактическое соединение Сухопутных войск Российской Федерации.
Находится в составе 58-й гвардейской общевойсковой армии. Дислоцируется в г. Моздок Республики Северная Осетия.

## История
12-я ракетная бригада (в/ч 25788) была сформирована в течение года к декабрю 2015 года в городе Моздок.
В Моздоке (Республика Северная Осетия) 24 ноября 2016 года состоялась торжественная церемония вручения Боевого знамени сформированной 12-й ракетной бригаде 58-й общевойсковой армии Южного военного округа. В соответствии с ритуалом командующий армией в торжественной обстановке вручил Боевое знамя командиру 12-й ракетной бригады. В ходе церемонии знаменная группа пронесла Боевое знамя вдоль строя военнослужащих.
На вооружении бригады находятся 12 единиц СПУ ОТРК «Искандер».
3 октября 2024 года Указом президента Российской Федерации бригаде присвоено почётное наименование «гвардейская» за массовый героизм и отвагу, стойкость и мужество проявленные личным составом бригады в боевых действиях по защите Отечества и государственных интересов в условиях вооружённых конфликтов.